# All Around the World (лейбл)
All Around The World або скорочено AATW — британський лейбл звукозапису, заснований 1991 року. 2018 року AATW було продано компанії Universal Music, а його засновники створили новий лейбл Xploded Music.

## Історія
Звукозаписувальну компанію All Around the World створено на початку 1990-х років в Блекберні, Велика Британія. Її засновниками стали володар місцевого музичного магазину Кріс Наттелл, що працював в Phonogram, а також колишній співробітник A&M та BMG Метт Кедмен. Компанія випускала сингли танцювальної музики, які отримали популярність в Великій Британії. Серед провідних виконавців лейблу — гурт N-Transe та співачка Келлі Ллоренна. Пізніше до них додалися дуети Flip & Fill (Манчестер) та Dallas Superstars (Фінляндія), гурти Rezonance Q та Ultrabeat, що стало наслідком співпраці лейбла із Universal Music.
Протягом 2000-х років діяльність лейбла була пов'язана із британським танцювальним рухом Clubland. Наттел та Кедмен почали випускати збірки під назвою Clubland, загалом — понад 20 млн примірників, проводити живі концерти та цілі турне, і навіть запустили телеканал Clubland TV. На початку 2010-х роках головною зіркою лейблу став грайм- та хіп-хоп-гурт N-Dubz, який перейшов до AATW після закінчення контракту із Polydor. 2017 року засновники лейблу досягли домовленності із Universal Music про продаж лейблу, який відбувся за рік.
2018 року Кріс Наттел та Метт Кедмен заснували новий лейбл Xploded Music. Серед виконавців Xploded — N-Dubz, Loud Luxury, Бен Нікі, Армін ван Бюрен, Даррен Стайлс, PBH & JACK, Арманд ван Гельден, DJ YUKI, Sunset Bros, VIZE та інші.